# Videojoc d'estratègia
Els videojocs d'estratègia són els videojocs que requereixen que el jugador posi en pràctica les seves habilitats de plantejament i pensament per maniobrar, gestionant recursos de diversos tipus (materials, humans, militars...) per aconseguir la victòria. A la gran majoria de videojocs d'estratègia, al jugador se li concedeix una vista del món absoluta, controlant indirectament les unitats sota el seu poder.
L'origen dels videojocs d'estratègies està fortament vinculat amb els seus cosins propers, els jocs de taula d'estratègia.

## Relacions amb altres gèneres de videojocs
Molts videojocs d'aquest gènere comparteixen en gran manera característiques amb altres gèneres. Així succeeix per exemple amb els MOBA i els videojocs de rol, o els 4x amb els videojocs de construcció i gestió.

## Subgèneres

### D'acord amb la dinàmica i al predomini de la tàctica i l'estratègia
Els videojocs d'estratègia generalment prenen una de les quatre possibles formes arquetípiques, depenent de si el joc és per torns, en temps real i si el joc s'enfoca en estratègia militar o tàctiques. Tanmateix, tot joc conté implícites cada una d'aquestes 4 característiques que es poden superposar de tal manera que sigui molt complex classificar a un joc dins d'un sol subgènere.

#### Estratègia en temps real

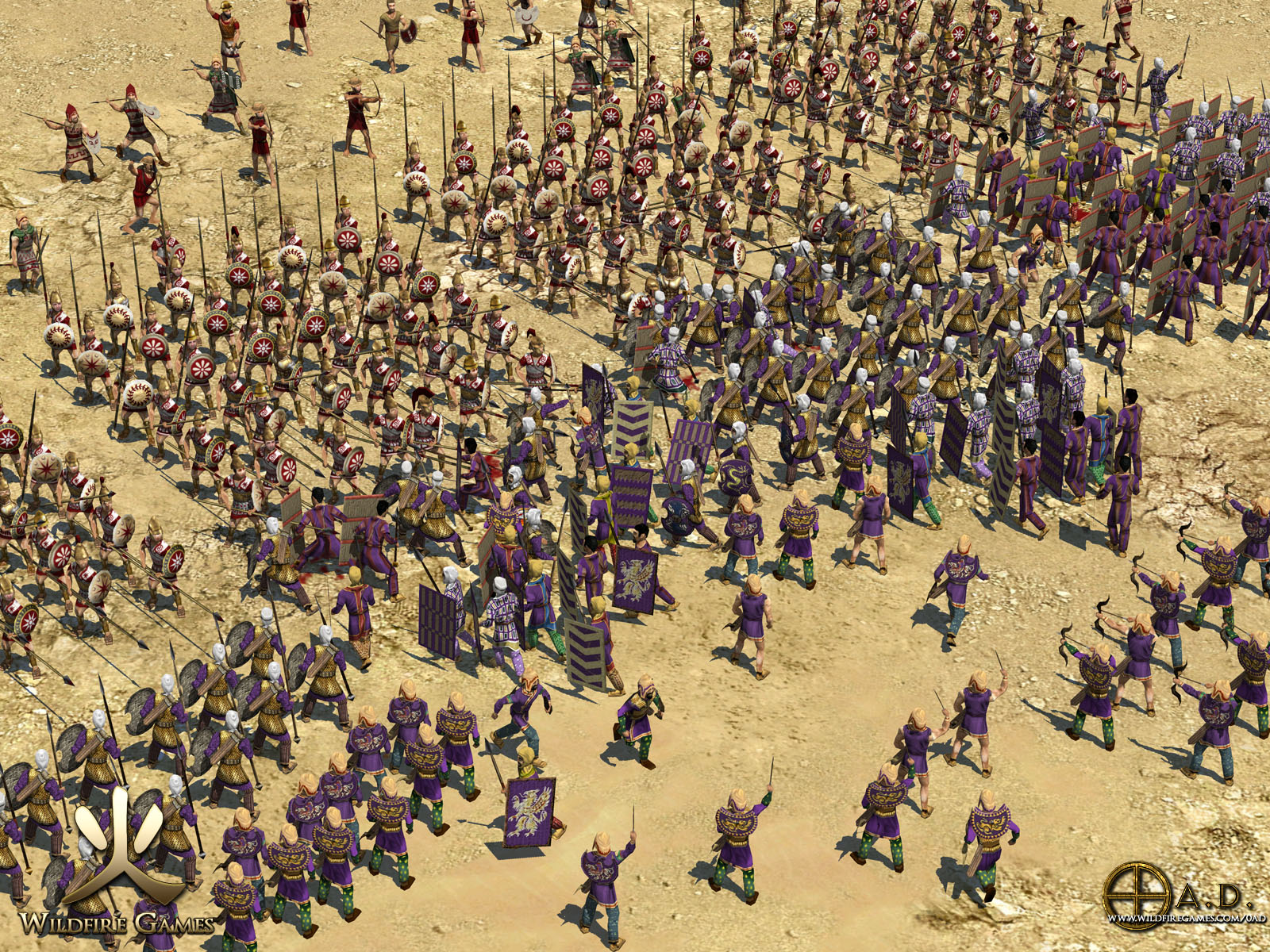
Un joc d'estratègia en temps real.

Els videojocs d'estratègia en temps real o RTS (sigles en anglès de real-time strategy) són videojocs d'estratègia en els quals no hi ha torns sinó que l'acció transcorre de forma contínua en el temps. Els videojocs en temps real són dels subgèneres d'estratègia més dinàmics que hi ha. A més a més, per norma general estan més treballats en l'apartat gràfic, ja que en tenir terrenys de joc més petits que altres subgèneres, es poden representar més textures sense alterar tant el rendiment.
Els RTS estan pensats per ser jugats de forma molt dinàmica i ràpida. A diferència dels basats en torns, aquests no necessiten un plantejament tan pausat de les decisions i se centren gairebé sempre en acció militar. La recol·lecció de recursos sol ser simple, només hi ha matèries primeres. Les batalles es representen amb una escala de rafega, tot i que hi ha diversos jugadors que se centren a representar batalles multitudinàries amb milers d'unitats en el terreny, com succeeix en les batalles de la saga Total War.
A rel de la difusió d'Internet han adquirit una especial popularitat els RTS massius multijugador online (MMORTS), en els quals es poden destacar títols com OGame, Travian, Age of Empires Online, Kingdoms of Camelot, Galaxy life o Clash of Clans. Alguns d'ells tenen la particularitat de ser jocs de navegador web, per tant, multiplataforma.

#### Estratègia per torns
També se'ls reconeix per les seves sigles en anglès TBS (turn-based strategy). El terme joc d'estratègia per torns generalment s'aplica a certs videojocs d'estratègia per distingir-los dels jocs d'estratègia en temps real. Un jugador d'un joc per torns posseeix un període d'anàlisi abans de dur a terme una acció. Alguns exemples d'aquest gènere són Empire-Strike, Civilization (i la seva versió lliure Freeciv) i les sagues Heroes of Might and Magic i Master of Orion.
Els jocs per torns venen en dos formes depenen de si, en el seu torn, els jugadors juguen simultàniament o juguen els seus torns en seqüència. Els primers són anomenats jocs d'estratègia per torns simultanis; sent Diplomacy un exemple notable. Els últims són de la categoria de jocs d'estratègia per torns alterats i a la vegada se subdivideixen en:
- Posicional.
- Inici round robin.
- Aleatori.

La diferència està en l'ordre en el qual els jugadors juguen els seus torns. En el posicional, els jugadors comencen els seus torns en el mateix ordre sempre. En l'inici round robin, el jugador que comença és triat d'acord amb una política round robin. En l'aleatori, el primer jugador és triat a l'atzar.
Gairebé tots els jocs d'estratègia que no són videojocs (jocs de taula) són per torns. El mercat dels jocs d'ordinadors últimament s'ha inclinat més pels jocs en temps real.
Alguns jocs recents han barrejat components dels jocs en temps real amb components dels jocs per torns. En aquests jocs els jugadors se'ls dona 100 moviments per dia. Aquests moviments poden ser agafats en qualsevol moment d'aquest dia independentment de si altres jugadors han realitzat els seus moviments o no.

#### Tàctica en temps real
Se'ls coneix també per les seves sigles en anglès RTT (real-time tactics). Compartint aspectes dels jocs de simulació i jocs de guerra; els jocs de tàctica en temps real s'enfoquen en aspectes operacionals i de control de guerra. A diferència dels jocs d'estratègia en temps real, la utilització econòmica i de recursos i la construcció d'edificis no formen part de les batalles. Alguns exemples són la saga Commandos, Warhammer: Dark Omen, World in Conflict i la saga Close Combat.

#### Tàctica per torns
Coneguts també per les seves sigles en anglès TBT (turn-based tactics). La jugabilitat tàctica per torns es caracteritza per l'expectativa dels jocs per completar les seves feines utilitzant només les forces de combat que se'ls proveeixen, usualment per la disposició d'una representació realista (o almenys creïble) d'operacions i tàctiques militars. Exemples del gènere són: Jagged Alliance i la saga X-COM, així com els jocs de rol tàctics com Final Fantasy, la saga Fire Emblem i els jocs de la desenvolupadora Nippon Ichi.

### Per la seva temàtica.
Independentment que siguin en temps real o per torns, estratègics o tàctics, els videojocs d'estratègia es categoritzen sovint per la seva temàtica o enfocament, doncs poc tenen a veure aquells que se centren, per exemple, en el desenvolupament d'un imperi amb aquells que es basen en la defensa o construcció d'una fortificació o una facció enemiga.

#### Videojocs de guerra
Els jocs de guerra són un subgènere dels jocs d'estratègia dels quals els seus components principals són guerres tàctiques o estratègiques en un mapa. Els jocs de guerra poden ser per torns o en temps real i d'estratègia o tàctica. Alguns d'ells estan basats en fets històrics, exemples d'això són: el Close Combat o el Combat Mission.

#### Construcció d'imperis
També coneguts com a 4X, són jocs en els quals s'ha d'explorar, expandir, explotar i exterminar. Poden ser per torns o en temps real. Potser els jocs més coneguts d'aquest subgènere siguin les sèries Civilization i Age of Empires, respectivament.

#### Videojocs d'artilleria
Són jocs, generalment per torns, en el qual tancs s'ataquen uns als altres o similars. Els jocs d'artilleria són un tipus de joc d'estratègia, tot i que també se'ls ha descrit com a jocs de trets. Alguns exemples de jocs d'artilleria són Worms, Gunbound, Scorched Earth, Tanarus, Gorilla (el qual està programat en QBASIC), així com el popular joc per a mòbils i tauletes Angry Birds.

#### MOBA
En aquest gènere s'emfatitza el joc en equip, els jugadors seleccionen i controlen un heroi, una unitat de gran abast amb diverses habilitats i avantatges per a formar l'estratègia general d'un equip. L'objectiu és destruir l'estructura principal dels oponents amb l'ajuda d'unitats controlades per ordinador i generades periòdicament que marxen cap a l'estructura principal de l'enemic a través de camins als quals se'ls anomena carrils. Es diferencia dels jocs tradicionals RTS en el fet que no hi ha construcció d'unitats (aquestes es generen soles) i els jugadors controlen només un personatge. Algun exemple d'aquests jocs són: League of Legends, Defense of the Ancients o el futur Heroes of the Storm

#### Tower Defense
Tower defense o TD és un subgènere dels videojocs d'estratègia en temps real. L'objectiu és aconseguir que les unitats enemigues no arribin a creuar el mapa, per aconseguir-ho han de construir torres o altres artefactes que les ataquen en passar. Tant els enemics com les torres tenen diferents habilitats i costos. En eliminar una unitat enemiga es reben punts o diners que han de ser utilitzats per a construir o millorar torres. Exemples destacats són: Desktop Tower Defense, Plants vs. Zombies, Kingdom Rush.